# 郭渊
郭渊（?—?），十六国时期北燕官员。
郭渊在北燕天王冯弘属下担任尚书。432年，郭渊劝冯弘献女向北魏表示忠诚，请求作为北魏的藩属附庸。冯弘说：“燕魏两国之间早生嫌隙，结下仇怨很深，降附北魏是自取灭亡，还不如固守城池、保持志气，等待转机。”四年后，北燕被北魏灭亡。